# Conferência das Organizações Nacionalistas das Colónias Portuguesas
A Conferência das Organizações Nacionalistas das Colónias Portuguesas (CONCP) foi uma organização de coordenação e cooperação entre os movimentos de libertação nacional das colónias portuguesas em África durante a Guerra Colonial Portuguesa.
A CONCP surgiu como "Frente Revolucionária Africana para a Independência Nacional das Colônias Portuguesas" (FRAIN), estabelecida durante a 2ª Conferência dos Povos Africanos, realizada em Tunes, em janeiro de 1960. A FRAIN foi criada por Amílcar Cabral, Hugo Azancot de Menezes, Lúcio Lara e Viriato da Cruz, reunindo inicialmente o Partido Africano da Independência da Guiné e Cabo Verde (PAIGC) e o Movimento Popular de Libertação de Angola (MPLA).
A FRAIN foi transformada em CONCP em 18 de abril de 1961, numa reunião conjunta em Casablanca, Marrocos. Reuniu o PAIGC da Guiné-Bissau e Cabo Verde, o MPLA de Angola, a União Democrática Nacional de Moçambique (UDENAMO) — que um ano depois tornou-se Frente de Libertação de Moçambique (FRELIMO) — de Moçambique e o Movimento de Libertação de São Tomé e Príncipe (MLSTP) de São Tomé e Príncipe. Também esteve presente uma delegação do Partido Popular de Goa sob liderança de Aquino de Bragança. Marcelino dos Santos da UDENAMO foi nomeado primeiro secretário-geral da CONCP e Mário Pinto de Andrade do MPLA como primeiro presidente.
Foi substituída em 1979 pelo grupo de cooperação Países Africanos de Língua Oficial Portuguesa (PALOP).